# Chromothericles ngongensis
Chromothericles ngongensis är en insektsart som beskrevs av Hemp, C. 2009. Chromothericles ngongensis ingår i släktet Chromothericles och familjen Thericleidae. Inga underarter finns listade i Catalogue of Life.